# トム・ローレンス
トム・ローレンス（Tom Lawrence 、1994年1月13日 - ）は、ウェールズ・レクサム出身のプロサッカー選手。元ウェールズ代表。ポジションは、FW。

## 経歴

### クラブ
2002年にマンチェスター・ユナイテッドFCのユースチームに入団。各カテゴリーを順調にステップアップし、2012年7月に最初のプロ契約を結んだ。その後は下位クラブにレンタルされ経験を積んだ。レンタル復帰後の2014年5月、プレミアリーグ・ハル・シティFC戦で途中出場しトップチームデビュー。しかしユナイテッドでのリーグ戦出場はこれが最初で最後になった。
2014年9月、レスター・シティFCに完全移籍。
2017年8月15日、ダービー・カウンティFCに完全移籍。
2022年7月8日、スコットランドのレンジャーズFCに加入。
2025年5月20日、契約満了によりレンジャーズを退団することが発表された。

### 代表
年代別代表からウェールズ代表に選出されている。
2014年5月、A代表初招集。6月に開催されるオランダとの親善試合に臨むメンバーに選出されたが、出番はなかった。2015年8月、UEFA EURO 2016予選に選出された。10月の同予選・アンドラ戦で途中出場し念願の初キャップ。

## 所属クラブ
ユース
- エヴァートンFC
- マンチェスター・ユナイテッドFC 2002-2013

プロ
- 2013年 - 2014年 マンチェスター・ユナイテッドFC
  - 2013年 - 2014年 カーライル・ユナイテッドFC （期限付き移籍）
  - 2014年 ヨーヴィル・タウンFC （期限付き移籍）
- 2014年 - 2017年 レスター・シティFC
  - 2014年 ロザラム・ユナイテッドFC （期限付き移籍）
  - 2015年 - 2016年 ブラックバーン・ローヴァーズFC （期限付き移籍）
  - 2016年 カーディフ・シティFC （期限付き移籍）
  - 2016年 - 2017年 イプスウィッチ・タウンFC （期限付き移籍）
- 2017年 - 2022年 ダービー・カウンティFC
- 2022年 - 2025年 レンジャーズFC

## 代表歴
- U-17ウェールズ代表
- U-19ウェールズ代表
- U-21ウェールズ代表
- ウェールズ代表 (2015-)
  - UEFA EURO 2016予選
  - 2018 FIFAワールドカップ・ヨーロッパ予選
  - UEFAネーションズリーグ2018-19

ゴール
| No | 開催日         | 開催地     | 対戦国       | 得点 | 結果 | 試合概要                                | ref    |
| -- | -------------- | ---------- | ------------ | ---- | ---- | --------------------------------------- | ------ |
| 1  | 2017年10月6日  | トビリシ   | ジョージア   | 1–0  | 1–0  | 2018 FIFAワールドカップ・ヨーロッパ予選 | [ 10 ] |
| 2  | 2017年11月14日 | カーディフ | パナマ       | 1–0  | 1–1  | 親善試合                                | [ 11 ] |
| 3  | 2018年9月6日   | カーディフ | アイルランド | 1–0  | 4–1  | UEFAネーションズリーグ2018-19           | [ 12 ] |